# Hiperestesia
La hiperestesia es un síntoma que se define como una sensación exagerada de los estímulos (táctiles, entre otros), como la sensación de cosquilleo o embotamiento. Como ya se ha dicho, es sólo una sensación, por lo que no hay daño real a las fibras nerviosas.
La hiperestesia por tanto es un trastorno de la percepción que consiste en una distorsión sensorial por un aumento de la intensidad de las sensaciones, en el que los estímulos, incluso los de baja intensidad, se perciben de forma anormalmente intensa. Por ejemplo, el roce de la ropa sobre la piel puede llegar a ser molesto, o la intensidad de la luz, insoportable para los ojos. Esta exagerada sensibilidad a todo estímulo sensorial aparece en delirios tóxicos, en intoxicaciones agudas producidas por la cocaína o heroína, y en enfermedades mentales como la manía y otras psicosis agudas.
[cita requerida]
- Datos: Q1638131